# Луиза Савойска
Луиза Савойска (на италиански: Luisa di Savoia, на френски: Louise de Savoie; * 11 септември 1476, замък на Пон д'Ен в днешен Ен; † 22 септември 1531, Гре сюр Лоан в днешен Сен е Марн) е принцеса на Савоя, съпруга на граф Шарл Орлеански-Ангулем, майка на френския крал Франсоа I и на писателката Маргарита Наварска. Играе ключова роля в събитията по време на неговото царуване. Два пъти е регентка на Кралство Франция.

## Произход
Луиза е второто дете и първа дъщеря на Филип ІІ Савойски Безземни (* 1438 или 1443, † 1497), родоначалник на династическия клон Савоя-Брес и 7-и херцог на Савоя (1496 – 1497), и на съпругата му Маргарита дьо Бурбон (* 1438, † 1483). Нейни дядо и баба по бащина линия са Лудвиг Савойски, 2-ри херцог на Савоя, и Анна дьо Лузинян, а по майчина – Шарл I, 5-и херцог на Бурбон и на Оверн, и Агнес Бурдундска. Има трима братя:
- Брат († 1475)
- Геролам (* 1478, † 1478)
- Филиберт II Красивият (* 1480, † 1504), 8-и херцог на Савоя и претендент за короната на Йерусалим (1497 – 1504), съпруг на 9-годишната си братовчедка Йоланда Лудовика Савойска и на Маргарита Австрийска.

Освен това има трима природени братя и две природени сестри от втория брак на баща си с Клодин дьо Брос Бретанска, както и трима природени братя и четири или пет природени сестри от две негови извънбрачни връзки.

## Живот

### Ранни години
Понеже майка ѝ умира, когато Луиза е едва на седем години, тя е възпитана в двора на втората си братовчедка херцогиня Ан дьо Божьо – дъщеря на френския крал Луи XI и регентка на брат си Шарл VIII. В Амбоаз тя се сближава с Маргарита Австрийска – годеница и бъдеща съпруга на дофина Шарл. Впоследствие тяхната дружба помага да се постигне примирие между Испания и Франция.

### Брак с Шарл Ангулемски
На 16 февруари 1488 г. в Париж 11-годишната Луиза се омъжва за Шарл Ангулемски от Орлеанския клон на управляващата династия Валоа. Тя започва да съжителства със съпруга си на 15-годишна възраст. Въпреки че той има две любовници, бракът не е нещастен и двамата споделят любовта си към книгите.
Начело на домакинството на Шарл е неговата кастеланка Антоанета дьо Полиняк, дама дьо Комбронде, от която той има две извънбрачни дъщери. Антоанета става компаньонка и довереница на Луиза. Децата им са отгледани заедно. Шарл има още една извънбрачна дъщеря от Жана льо Конт, която също живее в замъка Ангулем. По-късно Луиза урежда бракове за извънбрачните деца на съпруга си.
Първото дете на Луиза и Шарл – Маргарита се ражда на 11 април 1492 г., а второто – Франсоа, на 12 септември 1494 г.
Когато съпругът ѝ се разболява след езда през зимата на 1495 г., тя го гледа и страда много, когато той умира на 1 януари 1496 г. На 19 години тя остава вдовица и през остатъка на живота си носи само черни дрехи.

### Вдовица и майка
Когато овдовява, Луиза ловко поставя децата си в положение, което да им осигури обещаващо бъдеще. Въпреки че остават в Коняк две години, тя мести семейството си в двора при възкачването на трона на крал Луи XII, братовчед на съпруга ѝ.
Луиза познава тънкостите на политиката и дипломацията и е силно заинтересувана от напредъка на изкуствата и науките в Ренесансова Италия. Тя се уверява, че децата ѝ са образовани в духа на Италианския ренесанс, подпомогнати и от нейния италиански изповедник Кристофоро Нумай от Форли. Тя поръчва книги специално за тях и преподава на Франсоа италиански и испански.
Когато Луи XII се разболява през 1505 г., той решава, че Франсоа трябва да го наследи, а Луиза и съпругата му Жана Френска трябва да бъдат част от регентския съвет. Той се възстановява и Франсоа става любимец на краля, който в крайна сметка му дава за жена дъщеря си Клод Френска на 8 май 1514 г. След брака Луи XII определя Франсоа за свой наследник.
Луиза се обкръжава с италианци и привлича в двора своите братя Геролам и Филиберт (от последния произхожда Савойско-Немурският дом). Тя провежда политика на семейни съюзи, която впоследствие без особен успех се опитва да продължи Екатерина Медичи.

### Майка на крал
Със смъртта на Луи XII на 1 януари 1515 г. Франсоа става крал на Франция. На 4 февруари 1515 г. Луиза е обявена за херцогиня на Ангулем, а на 15 април 1524 г. – за херцогиня на Анжу.

#### Конфликт за наследството на Бурбоните
Майката на Луиза е една от сестрите на последните херцози на главния клон на Бурбоните и след смъртта на Сузана, херцогиня на Бурбон през 1521 г., Луиза, въз основа на кръвното родство, предявява претенции към Херцогство Оверн и други владенията на Бурбоните. Това я води (с подкрепата на сина ѝ) до съперничество с Шарл III, херцог на Бурбон, вдовец на Сузана. Тя му предлага брак през 1523 г., за да уреди въпроса за наследството на Бурбоните. Когато предложението ѝ е отхвърлено от Шарл, Луиза полага усилия да го подкопае. Това води до изгнанието на херцога и опита му да възвърне изгубения си статус, като води война срещу краля. Шарл умира през 1527 г., след като не успява да си върне изгубените земи и титли. Луиза възстановява Оверн от конфискации и става херцогиня от името на сина си. В нейни ръце се съсредоточава огромен феодален домен, включващ Бурбон, Божоле, Оверн, Марш, Ангумоа, Мен и Анжу. Тя отстъпва Херцогство Немур на брат си Филиберт.

#### Регентка
Луиза Савойска остава политически активна от името на сина си, особено в първите години на неговото управление. По време на отсъствията му тя действа като регентка от негово име. Тя е и регентка на Франция през 1515 г. по време на войната на краля в Италия, и през 1525 – 1526 г., когато кралят е на война и по времето на затворничеството му в Испания.
През 1524 г. тя изпраща един от слугите си Жан-Йоахим де Пасано в Лондон, за да започне неофициални преговори с кардинал Томас Уолси за мирен договор. Преговорите са неуспешни, макар че навярно подготвят почвата за Договора от Мор следващата година между Хенри VIII и Луиза.
Луиза стартира приятелски отношения с Османската империя, като изпраща мисия до Сюлейман Великолепни с молба за помощ, но мисията е загубена по пътя си в Босна. През декември 1525 г. е изпратена втора мисия начело с Джовани Франджипани, която успява да достигне до Константинопол с тайни писма с молба за освобождението на крал Франсоа I и нападение срещу Хабсбургите. Франджипани се връща с положителен отговор от Сюлейман на 6 февруари 1526 г., с което започва първите стъпки към френско-османския съюз.
Тя е основният преговарящ за Договора от Камбре между Франция и Свещената Римска империя, сключен на 3 август 1529 г. Този договор, наречен „Мир на дамите“, слага край на Втората италианска война между главата на династията Валоа Франсоа I Френски и главата на династията на Хабсбургите Карл V – император на Свещената Римска империя. Договорът временно потвърждава хабсбургската хегемония в Италия. Договорът е подписан от Луиза Савойска за Франция и Маргарита Австрийска за Свещената Римска империя.

### Смърт
Луиза Савойска умира на 55-годишна възраст на 22 септември 1531 г. в Гре сюр Лоен. Според легендата тя умира от страх, когато вижда комета. Тленните ѝ останки са погребани в базиликата „Сен Дени“ в Париж.
След нейната смърт земите ѝ, включително Оверн, се вливат в короната. Чрез дъщеря си Маргарита (кралица на Навара) и внучката си Жана д'Албре Луиза е прародителка на френските крале Бурбони, тъй като нейният правнук Анри Наварски е наследник на краля на Франция Анри IV.
След смъртта на Луиза Савойска нейният син Франсоа I предявява своите претенции спрямо Савойския трон към херцог Карл III Савойски, който му се пада чичо.

## Брак и потомство
∞ 16 февруари 1488 в Париж за Шарл Орлеански-Ангулемски (* 1459, † 1 януари 1496), граф на Ангулем от 1467 г., от когото има син и дъщеря:
- Маргарита Наварска (* 11 април 1492, † 21 декември 1549), херцогиня дьо Бери от 1517 г., чрез брак кралица на Навара, ∞ 1. 2 декември 1509 за Шарл IV (* 2 септември 1489, † 11 април 1525), херцог на Алансон, от когото няма деца; 2. 24 януари 1527 за Анри II д’Албре (* 18 април 1503, † 25 май 1555), крал на Навара, от когото има едно дете.
- Франсоа I (* 12 септември 1494, † 31 март 1547), граф на Ангулем от 1496 г., крал на Франция от 1515 г.; ∞ 1. 1514 за Клод Френска (* 1499, † 1524), дъщеря на Луи XII, от която има седем деца 2. 1530 за Елеонора Кастилска (* 15 ноември 1498, † 18 февруари 1558), сестра на Карл V и дъщеря на Филип I Красиви и кралицата на Кастилия Хуана I Безумната, от която няма деца.